# Renate Merklein
Renate Merklein (* 1. September 1939 in Hamburg; † 14. Januar 1997 in Düsseldorf) war eine deutsche Journalistin, Publizistin und Herausgeberin.

## Leben

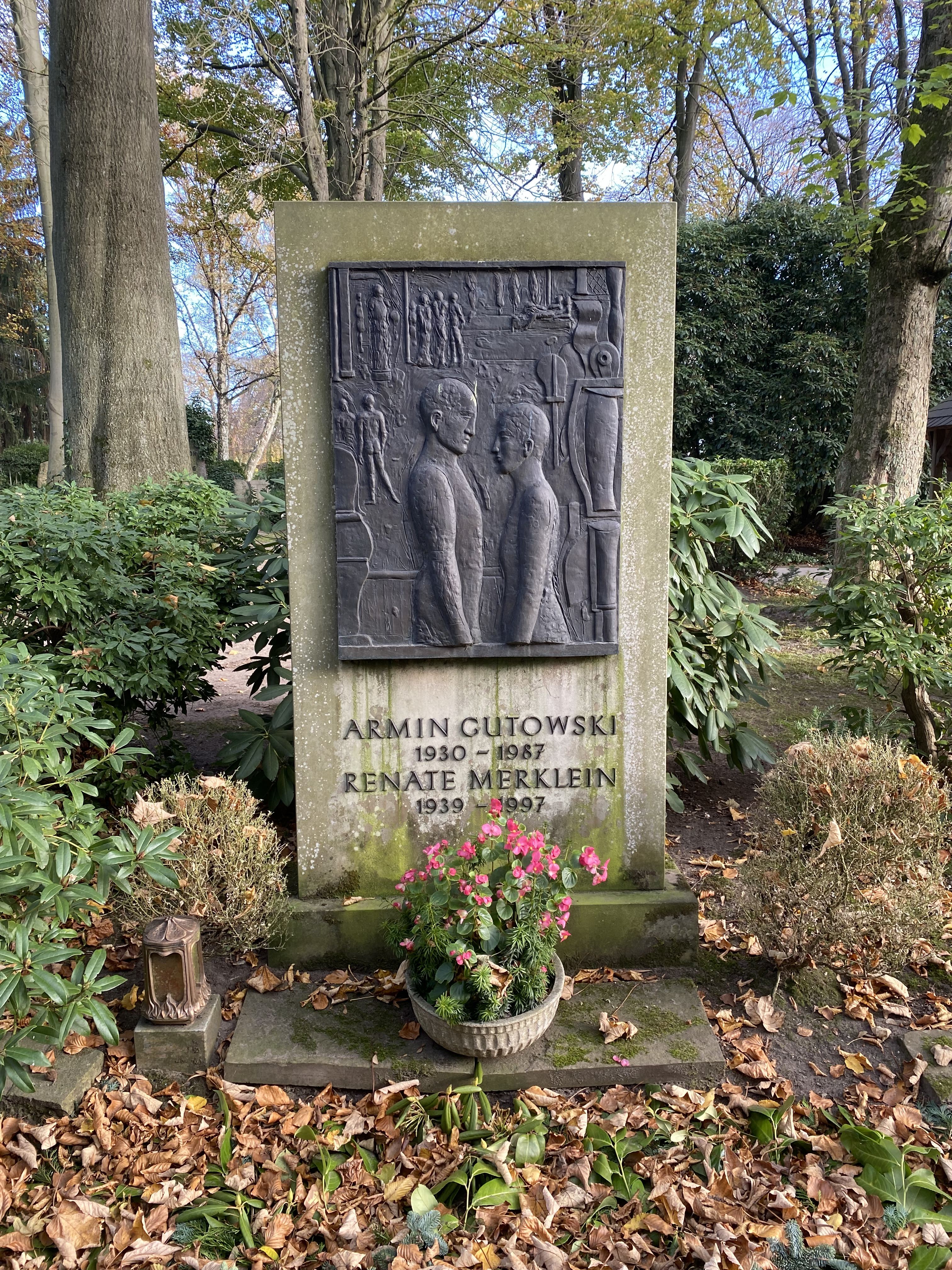
Grabstätte

Merklein studierte Volkswirtschaftslehre (Diplom-Volkswirtin) und Soziologie an der Universität Hamburg und der Ludwig-Maximilians-Universität München. 1969 wurde sie an der Wirtschafts- und Sozialwissenschaftlichen Fakultät der Universität Hamburg mit der Dissertation Soziale Sicherheit im Wirtschaftswachstum. Beziehungen zwischen Maßnahmen zur sozialen Sicherheit und dem wirtschaftlichen Wachstumsprozeß zum Doktor promoviert.
Von 1968 bis 1990 wirkte sie als Kolumnistin beim Nachrichtenmagazin Der Spiegel. Im Sommer 1982 kritisierte sie im Rahmen der Spiegel-Serie „Die Deutschen werden ärmer“, die ebenfalls als Buch erschien, die Finanzpolitik der Regierungen Brandt und Schmidt. Ihr Schwerpunkt waren die Wirtschafts- und Gesellschaftspolitik. 1991 wurde sie Mitglied des Herausgeberrats des Handelsblatts und der Wirtschaftswoche.
Sie war mit dem Ökonomen Armin Gutowski verheiratet. Beide ruhen auf dem Alten Niendorfer Friedhof in Hamburg.

## Auszeichnungen
- 1981: Prognos-Preis
- 1983: Ludwig-Erhard-Preis für Wirtschaftspublizistik

## Schriften (Auswahl)
- Griff in die eigene Tasche. Hintergeht der Bonner Sozialstaat seine Bürger? Rowohlt, Reinbek 1980, ISBN 3-499-33005-9.
- Die Deutschen werden ärmer. Staatsverschuldung, Geldentwertung, Markteinbussen, Arbeitsplatzverluste. Rowohlt, Reinbek 1982, ISBN 3-499-33018-0.
- Die Rentenkrise. Rowohlt, Reinbek 1986, ISBN 3-499-33072-5.
- Die überfällige Reform. Das Gesundheitswesen im Strudel der Politik. Frankfurter Institut für Wirtschaftspolitische Forschung, Bad Homburg 1992, ISBN 3-89015-035-7.